# シマロン級給油艦 (初代)
シマロン級給油艦（英語: Cimarron-class oiler）は、アメリカ海軍の給油艦の艦級。